# Galago
Galago is een geslacht van zoogdieren uit de familie van de galago's (Galagidae). De wetenschappelijke naam van het geslacht werd in 1796 gepubliceerd door Étienne Geoffroy Saint-Hilaire.

## Taxonomie
Dit geslacht bestaat uit de volgende 4 soorten:
- Geslacht: Galago (4 soorten)
  - Galago gallarum – Somaligalago Thomas, 1901
  - Galago matschiei – Oostelijke kielnagelgalago Lorenz, 1917
  - Galago moholi – Zuid-Afrikaanse galago A. Smith, 1836
  -  Galago senegalensis – Senegalgalago É. Geoffroy, 1796